# TBSサービス
株式会社TBSサービス（ティービーエスサービス、TBS Service, Inc.）は、かつて存在した日本のサービス企業。
東京放送ホールディングス（現・TBSホールディングス）の全額出資子会社で、番組販売や映像技術、印刷、広告、出版などのサービスを行う企業であった。

## 主な事業
番組販売
- TBSテレビやBS-TBSで放送されたテレビ番組（テレビドラマやバラエティなど）をJNN系列を中心とした日本各地及び世界各国の放送局に販売。TBS制作や、TBSが外部の制作プロダクションと共同制作したドラマの再放送やTBS系番組時差ネットなどの素材はここから供給される。
  - 系列外局との取引関係は、局の方針もあり通常の遅れネット番組の販売は少なく、TBSの著作権が失効した外部との共同制作作品のうち、引き続き番組素材や権利関係の管理を制作会社からTBSが受託している作品や、ごく一部の著作権保持作品の再放送（主にドラマ・アニメ）や、系列の枠に縛られない製作委員会方式による番組の販売が中心となっている。

イベント
- TBS主催のイベントの企画運営やオリジナルグッズの物販、TBSハウジングの運営、TBSラジオの番組中継の技術協力などを行う。

映像
- 映画などの映像作品の出資や、DVDの企画・作成・サポート、映像制作などを行う。

広告・出版・印刷
- TBS関連のパンフレットやカレンダーの印刷、書籍物の出版など。

## 沿革
- 1953年（昭和28年）6月20日 - 株式会社ラジオ東京（のちに東京放送ホールディングスを経て、現・TBSホールディングス）の出資により、株式会社東京ラジオサービスとして設立。本社は千代田区有楽町の毎日新聞東京本社内にあったラジオ東京のスタジオに置かれ、録音部の業務を開始。
- 1959年（昭和34年）7月 - 本社を港区赤坂のラジオ東京テレビスタジオ内に移転。テロップの制作を開始。
- 1960年（昭和35年）11月 - 株式会社ラジオ東京サービスに社名変更。
- 1963年（昭和38年）6月 - 番組販売部を設け、テレビ番組の番組販売を開始。
- 1967年（昭和42年）11月 ‐ 株式会社ティ・ビー・エスサービスに社名変更。
- 2000年（平成12年）12月 - BS-i（現・BS-TBS）の送出業務を受託。
- 2005年（平成17年）7月 - 社名登記を、株式会社TBSサービスに変更。
- 2007年（平成19年）3月 - 放送技術事業部及び情報技術事業部を新設。
- 2014年（平成26年）3月 - 営業本部を新設、放送業務本部を技術本部に改称。
- 2019年（平成31年）4月 - 株式会社TBSグロウディアへ吸収合併され、解散。旧・東京ラジオサービスから通算して65年10か月の歴史に幕を下ろした[1]。